# (44594) 1999 OX3
(44594) 1999 OX3, também escrito como (44594) 1999 OX3, é um objeto transnetuniano classificado como um centauro, em uma forma estendida de centauro.

## Classificação
Netuno tem um semieixo maior de 30 UA e (44594) 1999 OX3 tem um semieixo maior de 32 UA. O Minor Planet Center (MPC) que não classifica esse objeto como um centauro, porque o MPC define centauros como tendo um semieixo maior de menos de 30,066 UA. (44594) 1999 OX3 atravessa as órbitas de Netuno e Urano e tem uma inclinação de apenas 2,62°. A Deep Ecliptic Survey (DES) define centauros usando um esquema de classificação dinâmica, com base no comportamento de integrações orbitais mais de 10 milhões de anos. O DES define centauros como objetos não ressonante cuja osculating periélios são inferiores ao osculating semieixo de Netuno, a qualquer momento durante a integração. Usando a definição dinâmica de um centauro, (44594) 1999 OX3 é um centauro.